# ハイド・パーク (シドニー)
ハイド・パーク（Hyde Park）は、オーストラリアのシドニーにある公園。名称はロンドンのハイド・パークに由来する。

## 概要
シドニーのハイド・パークの面積は16ヘクタールほどでロンドンのハイド・パーク（142ヘクタール）のような大公園ではないが、オーストラリアで最も歴史の古い公園であり、知名度が高い。園内には樹齢100年の巨木が林立しており風格がある。公園はシドニーの都心に立地しており、周辺にはハイド・パーク・バラックス、シドニー・セント・メアリー大聖堂、オーストラリア博物館、デビッド・ジョーンズ (百貨店)、などがある。

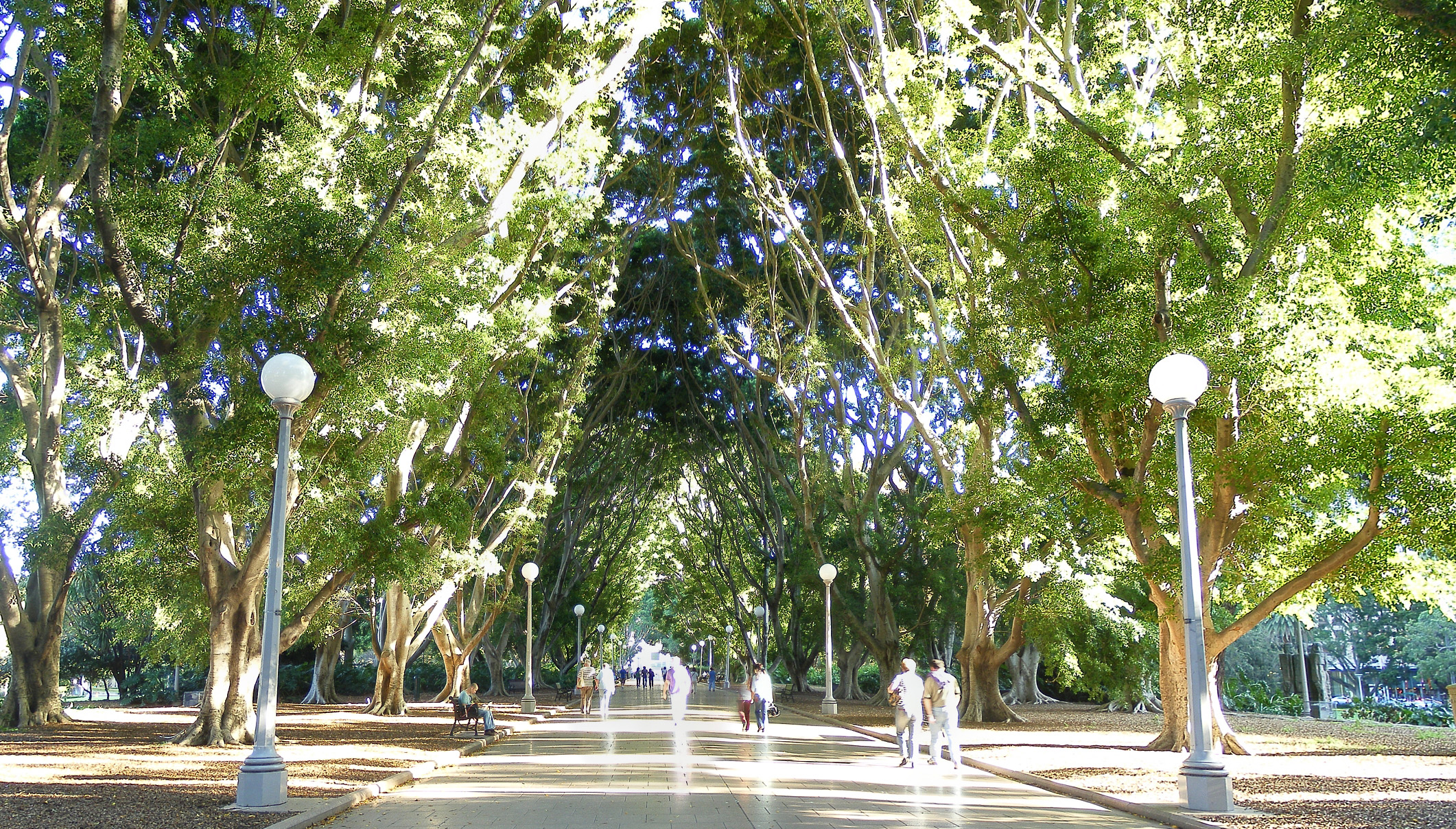
フィグの木

## 歴史
公園の設置は1810年にラックラン・マッコーリー総督によって決定された。ニューサウスウェールズ流刑地に入植が始まったのが1788年であり、シドニーは小さな村に過ぎなかったが、住民が自由に使える土地が必要と判断された。町の東側には政府用地（ザ・ドメイン）、北と西には港湾施設があったため、南の高台が公園に指定された。当初は公園というより「空き地」で、クリケットや競馬、家畜の放牧など多目的に利用された。
1860年代になると人口が増加し、都市公園として機能するよう樹木が植林され、遊歩道や噴水などが造られた。1920年代にはセントラル駅から鉄道が延伸され、公園の地下に駅が設置された。1934年にはアンザック戦争記念館が建てられた。

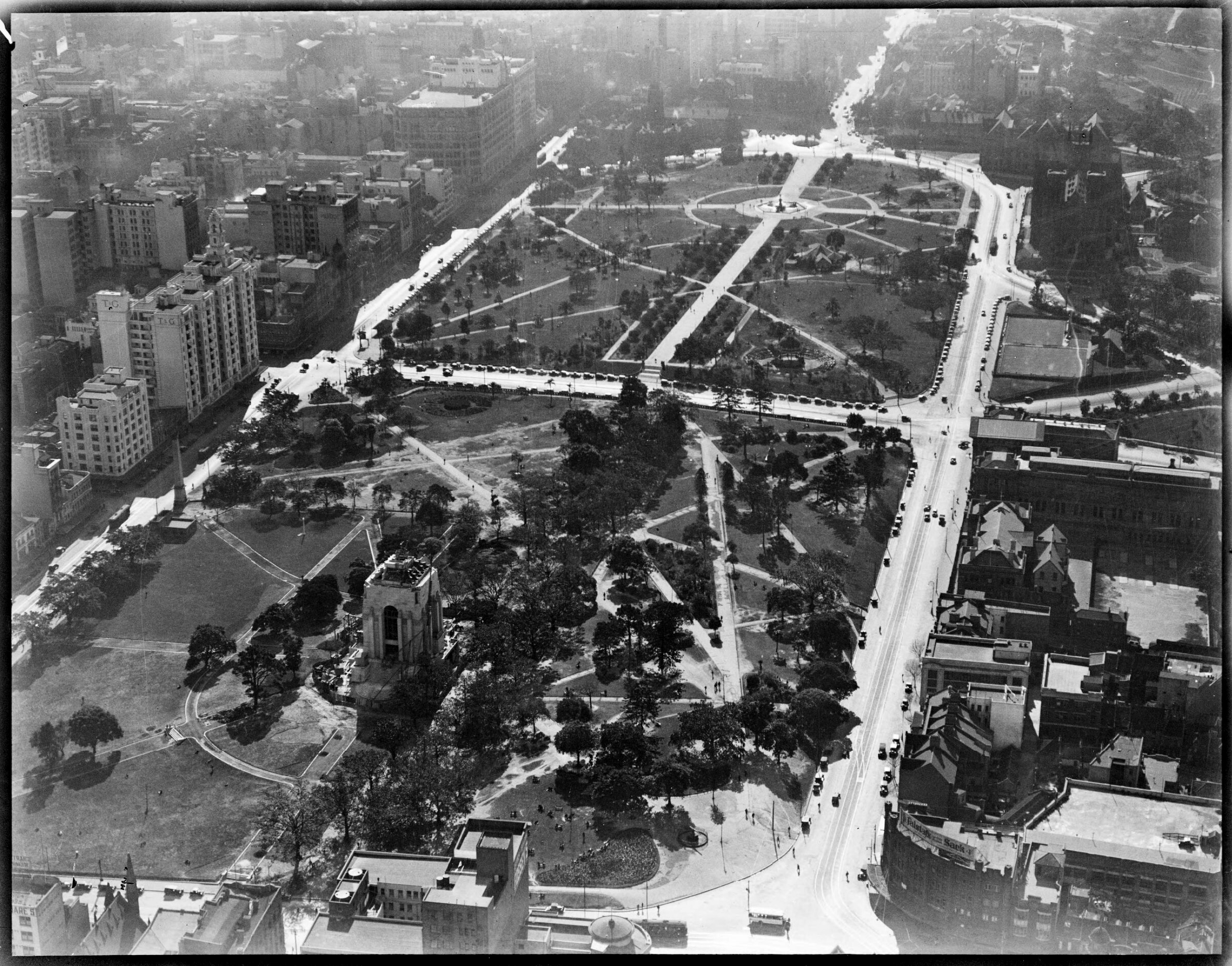
上空から（1934年）